# Union de la jeunesse
Union de la jeunesse (en russe : Союз молодёжи, Soyouz molodioji) est un groupe d'artistes russes   appartenant à l'avant-garde. Soyouz Molodioji est également le nom de leur revue, axée sur l'art. Le groupe apparaît à la fin de l'année 1909 et subsiste jusqu'en 1917.

## Historique

### Naissance

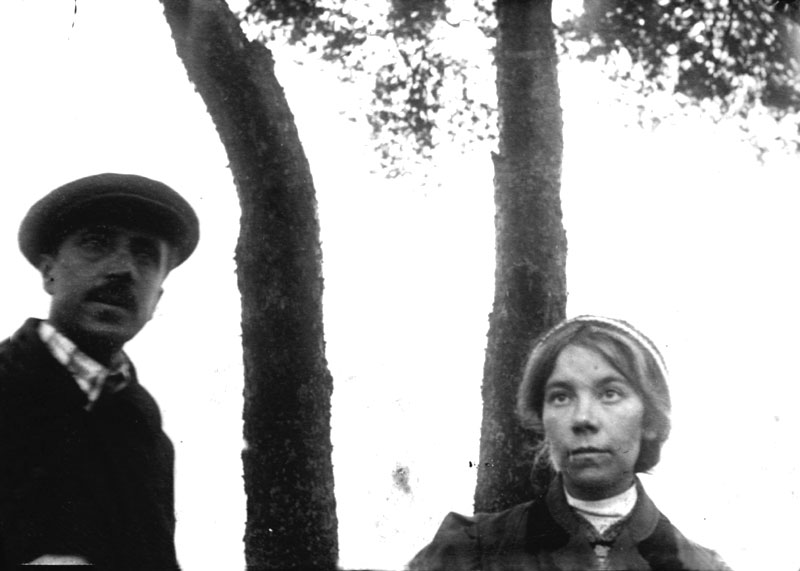
Deux des fondateurs de l'Union de la jeunesse, M. Matiouchine et E. Gouro

Trois expositions furent l'occasion de rassembler ceux qui deviendront les fondateurs ou les participants à l'Union de la Jeunesse : Venok ("La Guirlande") exposition de 1908 à Moscou, « Venok-Stephanos » en 1909 à Saint-Pétersbourg et « Impressionnistes », exposition de 1909, également à Saint-Pétersbourg. Cette dernière exposition, organisée par Nikolaï Koulbine, rassemble les artistes qui, dès la fin de l'année 1909, vont former le noyau de l'Union de la Jeunesse. Parmi ceux-ci, le musicien et peintre Mikhaïl Matiouchine et sa femme, la poétesse Elena Gouro jouent un rôle très actif. Leur modeste appartement est un des points de rencontre des artistes. Ils débattent élaborent des principes, des manifestes. C'est ainsi que l'Union de la jeunesse voit le jour à Saint-Pétersbourg en novembre 1909,.  
Le président du groupe Union de la jeunesse (Soyouz Molodyozhi) est Levki Jeverjeïev (qui aidait aussi les artistes financièrement) et le manifeste est écrit par Olga Rozanova.

### Les artistes
Le groupe comptait plus de trente membres, dont les plus notables sont Varvara Boubnova, Mikhaïl Matiouchine, Vladimir Bourliouk, Georges (Iouri) Annenkov, Kasimir Malevitch, Pavel Filonov, Vladimir Tatline, Ivan Kliun, Ivan Pugni, Nadejda Lermontova, Alexandra Exter, Valentin Bystrenine, Nadejda Oudaltsova, Sviatoslav Voïnov, Piotr Mitouritch, Nikolay Tyrsa, Alexis Gritchenko, Lev Bruni et Natan Altman. Bien d'autres artistes de l'avant-garde russe participaient et exposaient également à leurs expositions, comme Marc Chagall. Certains sont à la fois peintres et écrivains comme  Vassili Kamenski, Alexeï Kroutchenykh Velimir Khlebnikov. 
David Bourliouk qui aimait les déclarations publiques de ses opinions chercha également à rejoindre l'Union de la jeunesse. Sa rupture avec Larionov et Gontcharova au sein du Valet de Carreau étant consommée en 1912, il éprouvait le besoin de trouver de nouveaux appuis parmi les artistes.
En 1913, Gileia, un groupe auquel appartiennent les poètes Vladimir Maïakovski, Velimir Khlebnikov et Elena Gouro fusionne avec l'Union de la jeunesse.

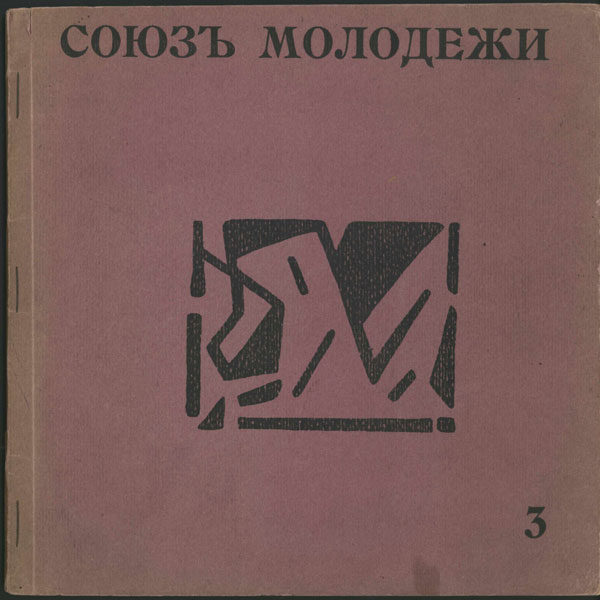
Recueil n°3 de l'Union de la jeunesse (1913)

### Les expositions
De 1909 à 1914, l'Union organise sept expositions.
Les trois premières expositions de 1910 voient la prédominance des natures-mortes, des paysages des intérieurs, des études.
C'est lors de la quatrième exposition de 1911-191, qu'apparaissent les premiers tableaux rayonnistes de Larionov. Des photographies de tableaux de Picasso ont été apportées en Russie par Alexandra Exter, et Vladimir Bourliouk utilise la technique de Picasso en répartissant les différentes parties du visage sur la toile (Portrait du poète Benedikt Livchits).
Lors de la cinquième exposition de 1912, à la suite de la dispute entre les artistes  de la Queue d'Âne  
et les Bourliouk et leur groupe Valet de Carreau, ces derniers ne sont pas présents. Mais on trouve par contre des toiles de Tatline, de Larionov et Gontcharova. Alexandre Chevtchenko et Tatline montrent leurs esquisses et costumes du drame épique Le Tsar Maxémiane et son fils rebelle Adolphe, variante russe du mythe de Tannhäuser de M. M. Tomachevski, mis en scène en 1911 sous la direction de Mikhaïl Le Dentu. 
La septième et dernière exposition de 1913-1914 montre des œuvres des peintres qui marqueront l'art du XXe siècle d'une manière ou l'autre : Natan Altman, Malevitch, Olga Rozanova, Tatline, Pougny... Par contre, les artistes du groupe Queue d'Âne n'y sont plus. Bourliouk a réussi à supplanter ce groupe et à entraîner avec lui au sein  de l'Union de la  Jeunesse des talents tels que Malevitch et Tatline.

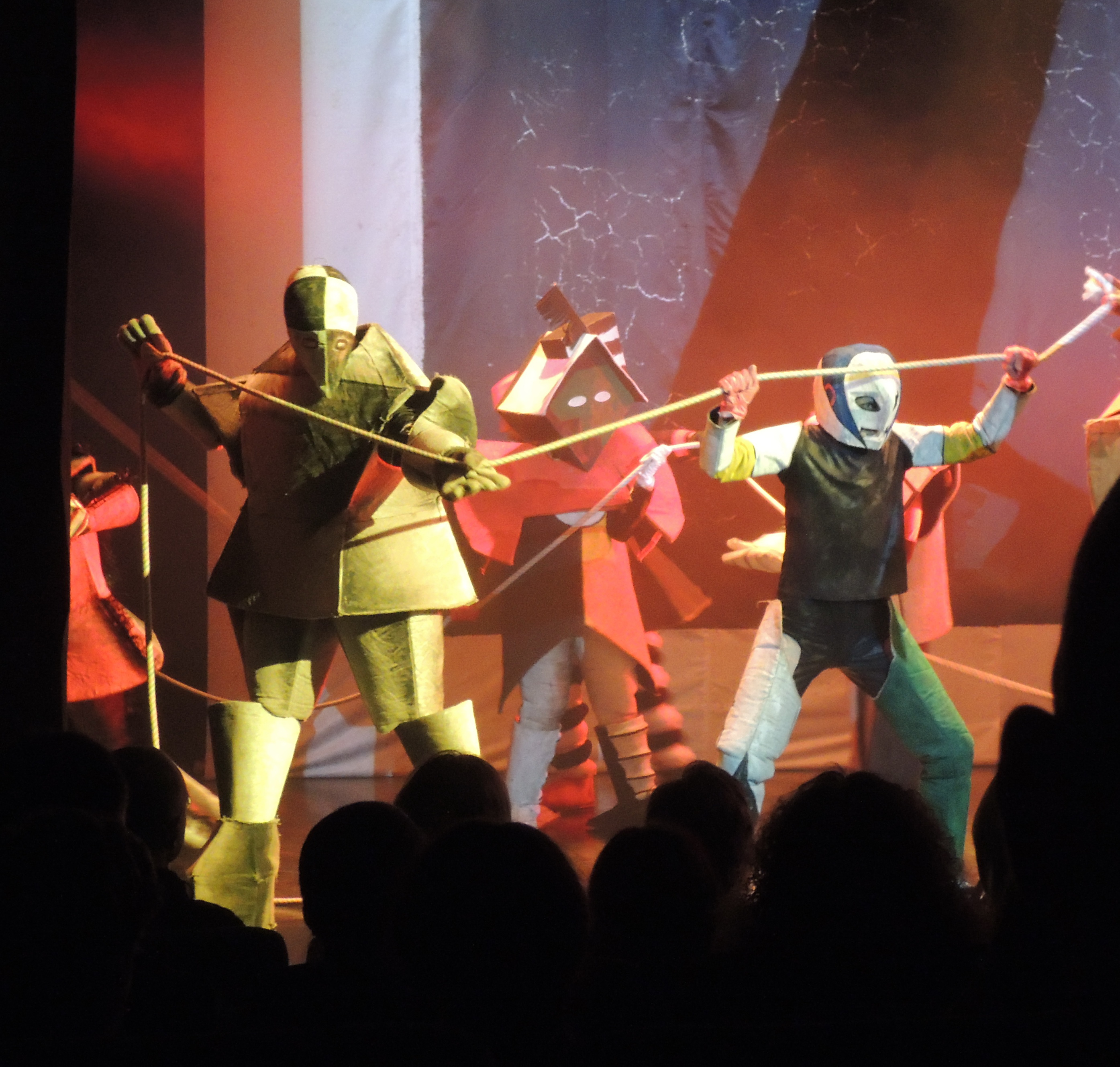
Victoire sur le Soleil (Stas Namin's theatre, Moscou, 2014)

Outre ces expositions, le groupe organise également des représentations théâtrales dont la plus célèbre est, en 1913, Victoire sur le soleil (livret de Velimir Khlebnikov et Alexeï Kroutchenykh, musique de Mikhaïl Matiouchine, mise en scène et décors de Kasimir Malevich). Olga Rozanova organisa aussi de nombreux débats publics.
On peut dire que tout ce qui a compté dans la peinture de l'avant-garde russe fut montré aux expositions de l'Union de la jeunesse. Là s'étaient concentrées les forces artistiques du cubo-futurisme.
Des conférences étaient aussi organisées qui devinrent des attractions à Moscou et Saint-Pétersbourg. Le spectacle donné par les futuristes flamboyants et bizarrement accoutrés distrayait le public. Ces conférences permettaient aux artistes de trouver des moyens d'existences. Les tenues vestimentaires étaient les plus invraisemblables
La période classique du groupe date de 1910 à 1914 et se termine avec le début de la Première Guerre mondiale. En 1917, le groupe renaît et organise en 1919 à L'Ermitage une exposition rétrospective de leur travail qu'ils dénomment "Exposition libre des artistes de toutes tendances". En 1921, le groupe devient l'Union des nouvelles tendances, présidé par Vladimir Tatline.